# 知夫赤壁

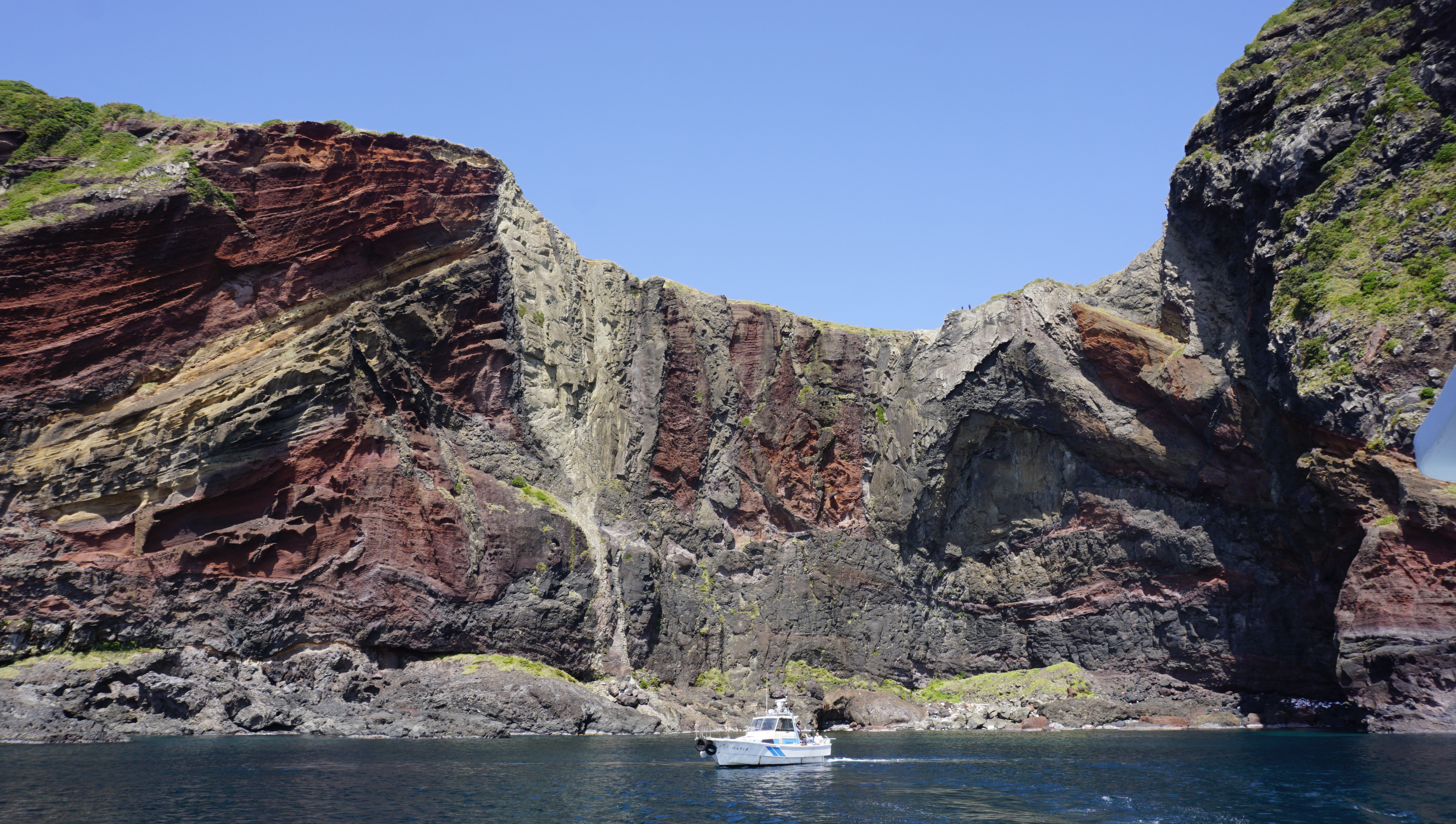
赤壁遊覧船から見る知夫赤壁

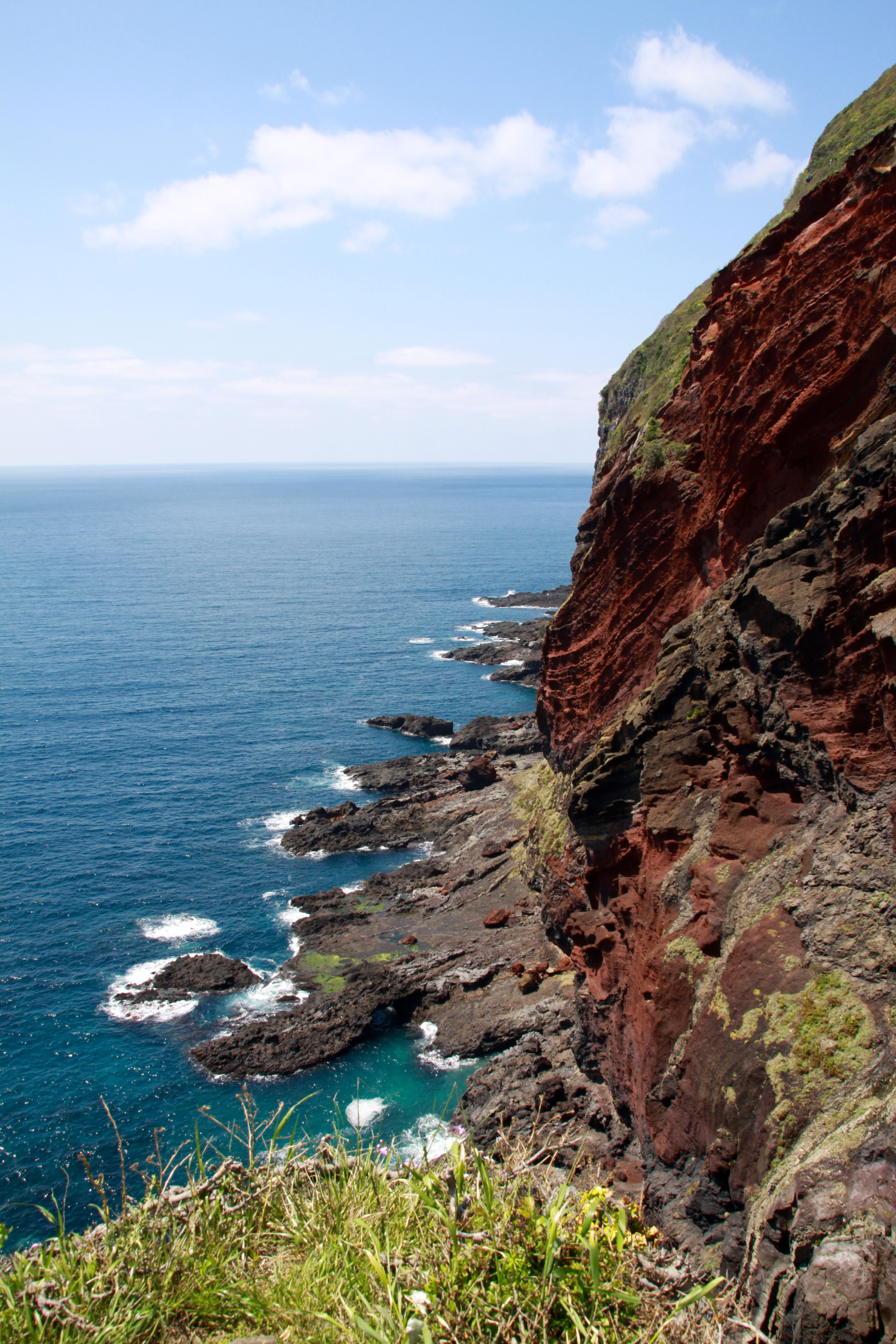
展望台から見る知夫赤壁

知夫赤壁（ちぶせきへき、ちぶりせきへき）は、島根県隠岐郡知夫村の西海岸にある高さ50～200メートルの巨大な岩石の壁である。「あかかべ」や「あかたき」とも呼ばれている。
国の名勝および天然記念物。大山隠岐国立公園の特別保護区に指定されている。
酸化鉄のためにその岩石の色が赤、茶に変色している。陸から展望台があるほか、海からも遊覧船がある。隠岐ユネスコ世界ジオパークのジオサイトになっている。

## 地理
知夫村の西側、仁夫・古海地区にあり、高さ50～200メートルの断崖が南北1キロメートルにわたり続く。

### 地質
赤壁は玄武岩・粗面岩などの岩石できていて、色鮮やかになっているが、噴火の際に岩石中の鉄が酸化して大部分が赤色になっている。
縦に貫いている灰色のような岩は大部分が粗面岩で形成されている。

## 歴史

### 成り立ち
600万年前の噴火活動で外輪山が形成され、500万年前の噴火活動で粗面岩の岩脈が形成されたとされる。約7000年前に海水準が現在と等しくなり、その後海食が進み、現在の海岸地形を形成した。

### 江戸時代
1688年（元禄元年）発行の地誌『増補隠州記』には馬に乗った子どもが断崖から落ちたことから児落の嵩（このおちのだけ）と呼んでいたと記載がある
。

### 近現代
1934年（昭和9年）8月には文部省の嘱託によって地質学者の脇水鉄五郎が知夫村を訪れ、その後造園学者の田村剛、内務官僚の国府犀東が知夫村を訪れると、いずれも知夫湾や知夫赤壁の価値について絶賛した。1935年（昭和10年）12月20日、「隠岐知夫赤壁」（おきちぶりせきへき）として国の名勝および天然記念物に指定された。

## 文化

### 国府犀東

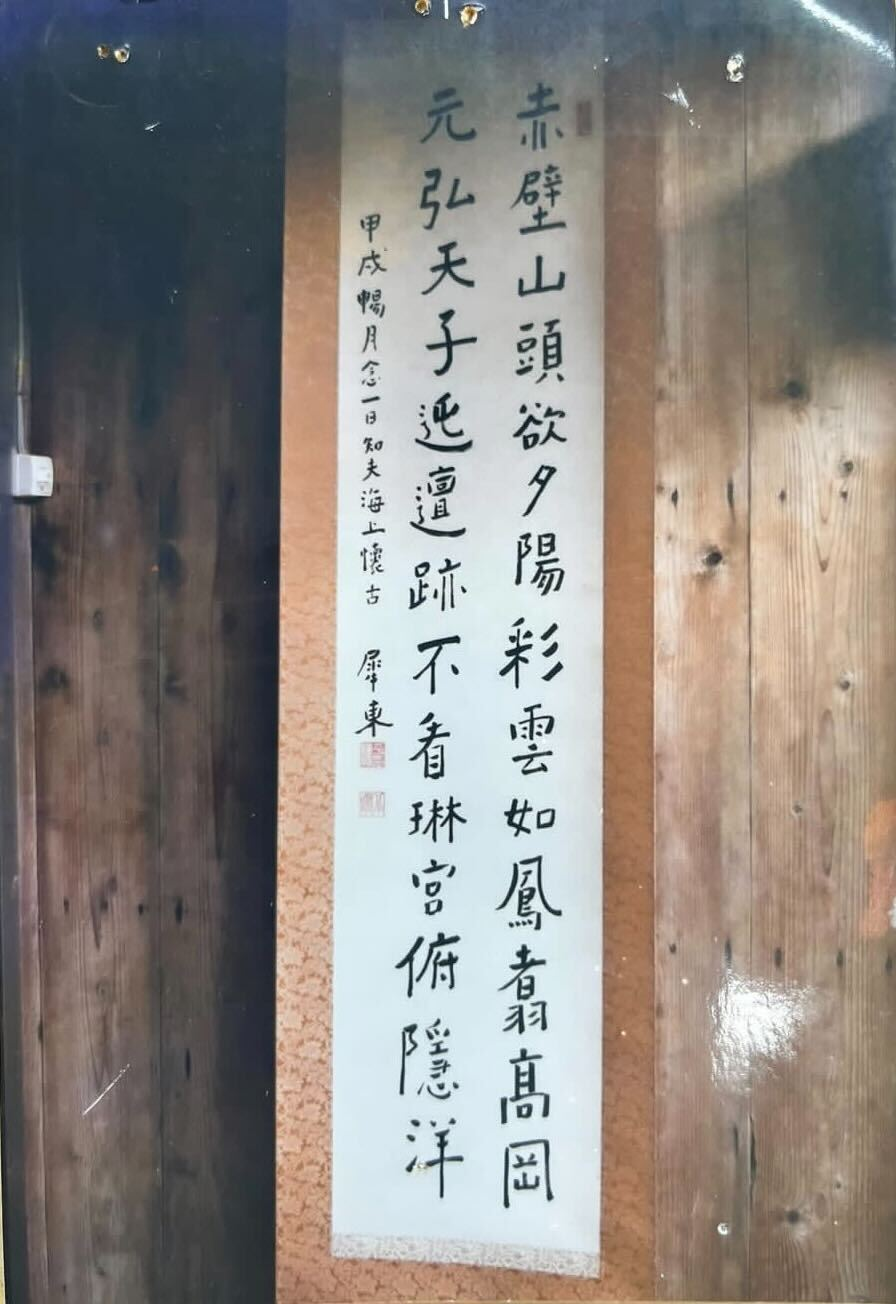
国府犀東筆の掛け軸

国府犀東は知夫村を訪問した際に以下の漢詩を詠んでいる。

### 連続テレビ小説『だんだん』
2009年（平成21年）2月20日から26日まで、知夫村でNHKの連続テレビ小説『だんだん』のロケが行われた。ロケ中は、島民のエキストラ参加、撮影機材の搬入、昼食の炊き出しなど、村総出で撮影に協力している。知夫赤壁も撮影スポットとなっている。

## 観光
知夫赤壁は赤ハゲ山とともに、知夫村を代表する2大観光スポットである。
赤壁遊覧船
来居港から出航し、東回りで島を約1時間かけて1周し、終盤に赤壁を眺める遊覧船である。陸から観ることが出来ない約1キロメートルに渡る赤壁の全体像を見渡せる。特に夕陽の当たる時間帯の赤壁はドラマチックな姿になる。ガイド付きの遊覧では、日本語以外に、フランス語、英語、ポルトガル語で案内、解説が出来る。

## 交通アクセス
- 来居港フェリーターミナルから車で約30分、駐車場から徒歩5分[19]